# Personsøger- og walkie-takie-angrebene mod Hizbollah 2024
17. september 2024 kl. ca. 15.30, lokal tid, eksploderede mindst 3000 personsøgere næsten samtidigt i Libanon og Syrien blandt medlemmer af Hizbollah. Personsøgerne eksploderede efter at have modtaget et radiosignal. Ifølge New York Times har Israels efterretningstjeneste Mossad puttet sprængstoffet ind i personsøgerne, hvorefter en besked, sendt til personsøgerne, har fået den til at eksplodere. Eksplosiverne har ifølge ukendte kilder placeret mellem to Lithiumbatterier sammen med noget brændbart materiale, der fungerede som en detonator, der ikke kunne ses på røntgenbilleder, da den ikke var lavet af metal.
Hizbollah og Libanon hævder, at Israel står bag angrebet, hvilket de ikke har kommenteret på. Israels forvarsminister udtalte dog, at Israel havde bevæget sig ind i en "ny fase i krigen". Israels premierminister Benjamin Netanyahu erkendte dog i november samme år, at han havde givet grønt lys til angrebet.
Personsøgerne var ifølge en taiwanesisk virksomhed produceret og solgt af en ungarsk virksomhed, der havde fået lov til at bruge deres navn og logo. Dette bliver dog afvist af den ungarske regering, der udtaler, at den pågældende virksomhed ikke har hverken drift eller produktion i landet.
Dagen efter ved 17-tiden, lokal tid, eksploderede walkie-talkier på samme vis. Disse hævdes at være produceret af et japansk firma.

## Døde og sårede
Samme dag meddelte Libanons sundhedsminister, at otte personer var blevet dræbt og 2.750 personer var kommet til skade. Et par dage efter var dette tal dog opjusteret til 32 døde og 3.200 sårede. Blandt de sårede er Irans ambassadør i Libanon. Dagen efter angrebet var status, at to børn også var blevet dræbt.

## Baggrund
I sommeren 2024 havde Hizbollahs leder, Hassan Nasrallah, besluttet, at bevægelsens medlemmer ikke længere måtte kommunikere med hinanden via mobiltelefoner, da flere ledende medlemmer var blevet sporet af Israel via deres mobiltelefoner og efterfølgende likvideret. Bevægelsen gik derfor over til personsøgere.

## Reaktioner
Angrebet blev fordømt af både FN og Human Rights Watch, der begge udtaler, at det er det et brud på krigens love, da man ikke kunne være sikker på kun at ramme militære mål.